# Macromitrium hymenostomum
Macromitrium hymenostomum är en bladmossart som beskrevs av Montagne 1845. Macromitrium hymenostomum ingår i släktet Macromitrium och familjen Orthotrichaceae. Inga underarter finns listade i Catalogue of Life.